# Grzegorz Glass

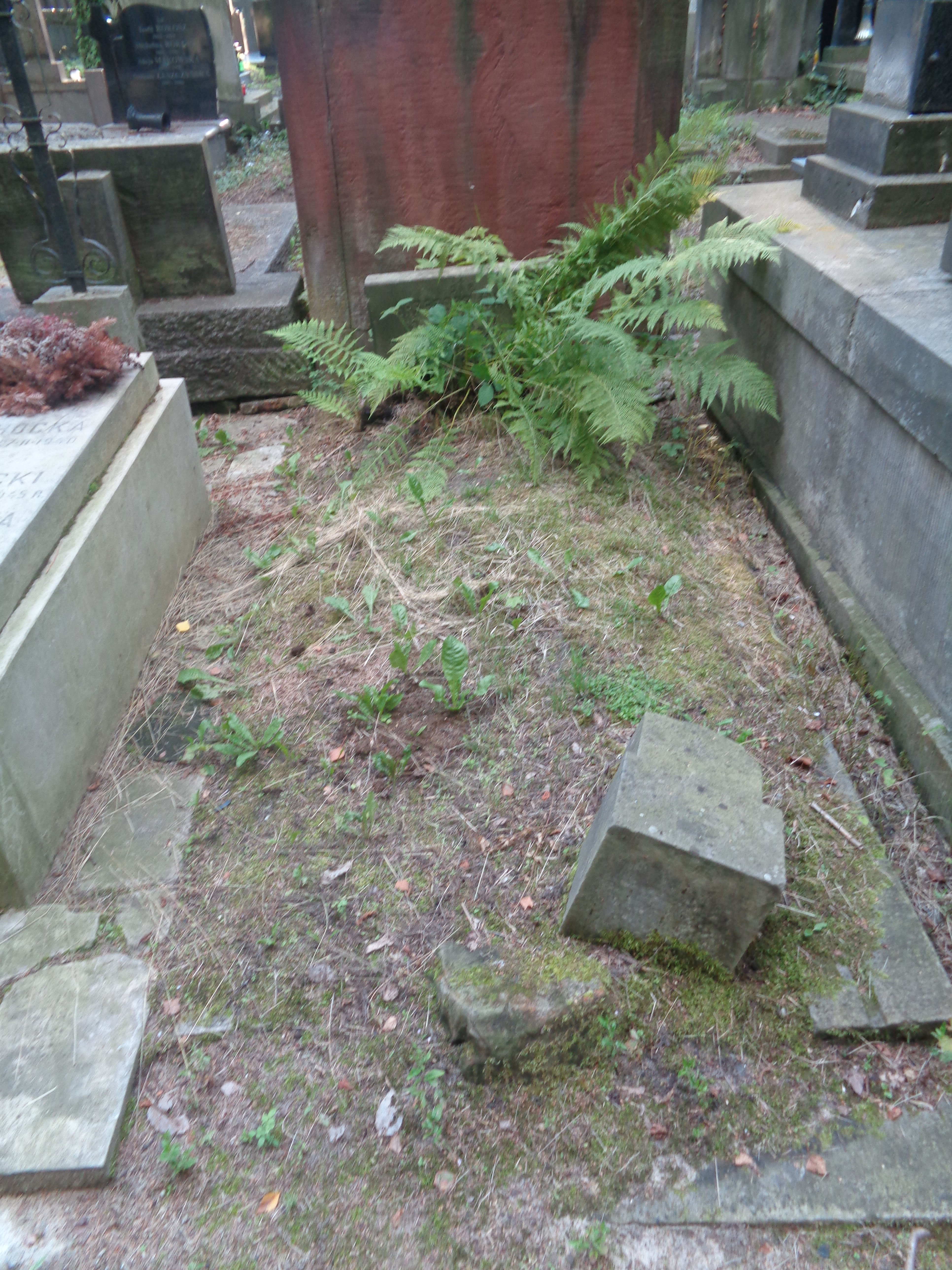
Grób Grzegorza Glassa na Cmentarzu Powązkowskim

Grzegorz Glass (ur. 5 maja 1869 w Petersburgu, zm. 11 kwietnia 1929 w Warszawie) – polski prawnik, nowelista, publicysta, tłumacz literatury pięknej.
Grzegorz Glass pochodził ze spolonizowanej rodziny żydowskiej. Ukończył prawo na rosyjskim Uniwersytecie Warszawskim. Przez większość życia pracował jako adwokat, był obrońcą w procesach politycznych. Związany był z lewicą socjalistyczną. Współpracował jako publicysta z „Głosem” i „Czerwonym Sztandarem”. Z powodów politycznych często zmieniał miejsce pobytu (Warszawa, Lwów, Kraków, Moskwa, Belgia, Francja).
Tworzył w epoce Młodej Polski. Pisał nowele i inne utwory o charakterze satyryczno-publicystycznym, m.in.:
- Błyski[1](1908)
- Wizerunek człowieka w r. 1906 w Polsce poczciwego[2] (1908)
- W dzień sławy. Poema satyryczne[3] (1910)
- Gromada i człowiek[4] (1912)

Spoczywa na cmentarzu Powązkowskim w Warszawie (kwatera 226-3-26).